# ينفوخ

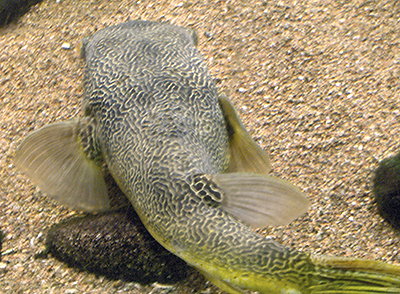
ينفوخ مبو

الينفوخ أو الفهقة أو السمكة المنتفخة (الاسم العلمي: Tetraodon) هو جنس من الأسماك يتبع الفصيلة الينفوخية من رتبة ينفوخيات الشكل. يستطيع نفخ جسمه مثل البالون. ويتراوح طول السمكة الواحدة بين 5 وحوالي 60 سم، وتستطيع السمكة نفخ معدتها متخذة شكل الكرة، وذلك ببلعها كميات من الماء أو الهواء سريعًا. عندما يقترب الخطر منها وبذلك يتفادى الأسماك المفترسة.

## الحياة
تعيش منعزلة وفي العادة تكون في المياه البطيئة الانسياب سواء كانت عذبة أو مالحة أو شديدة الملوحة، تضع بيضها جنبا إلى جنب مع المني بالقرب من قاع البحر وتكون اليرقة طليقة تسبح في المياه المكشوفة لمدة تصل إلى ثلاثة أشهر . يوجد في كل أنحاء العالم في المياه الاستوائية العذبة والمالحة لاسيما على الصخور المرجانية، ولكنها أحياناً تنجرف في المياه المعتدلة بواسطة تيارات المحيط يعيش معظم السمك الكروي في البحار الدافئة، والقليل منه يعيش في الأنهار وغيرها من المياه العذبة. ويصلح بعض أنواعه للغذاء، إلا أن معظمه سام. وفي اليابان تعيش السمكة الكروية المعروفة باسم فوجو، وهي طعام نادر ولذيذ. وبعض هذه الأسماك الكروية مناسب تمامًا لأحواض الأحياء المائية.

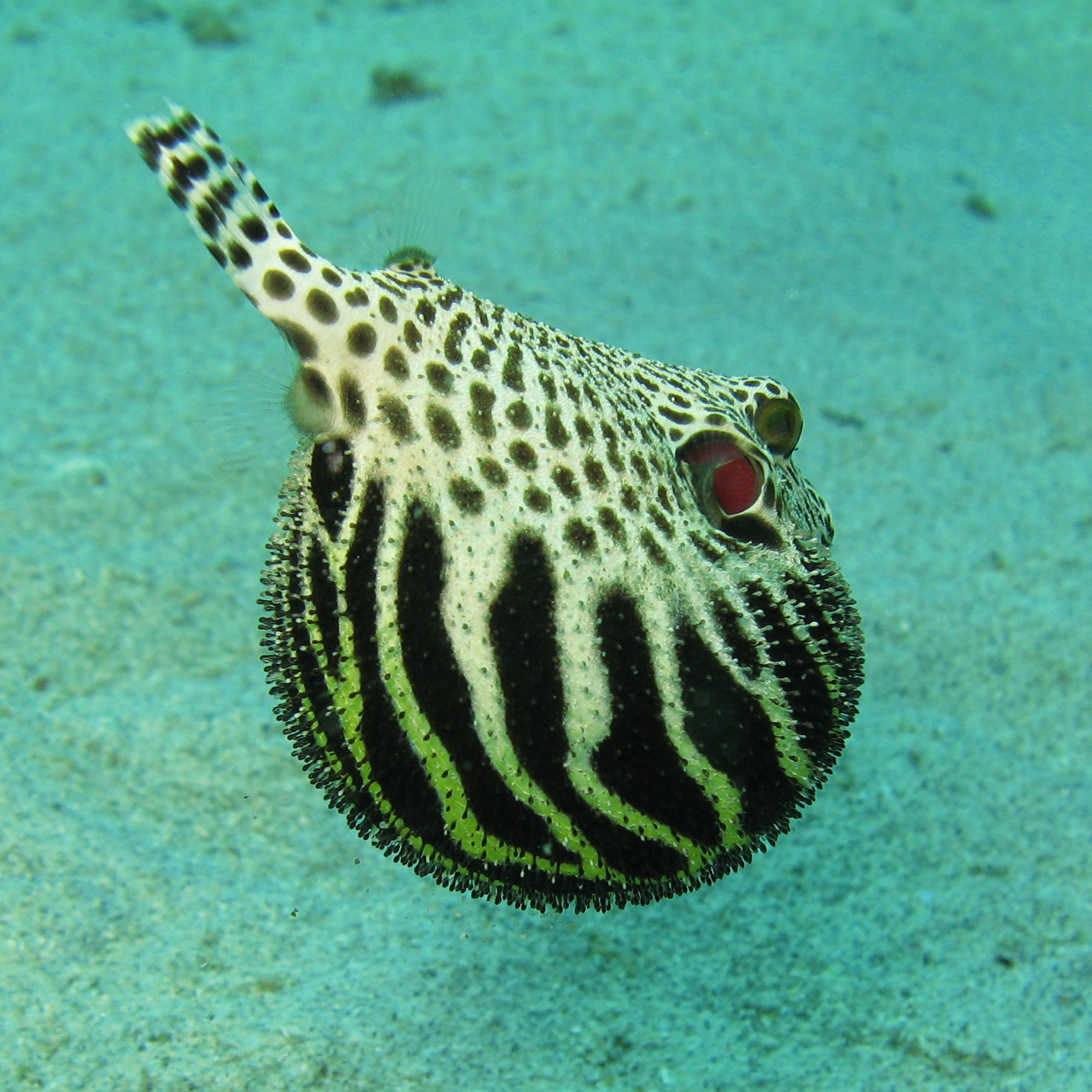
الينفوخ

## أنواع الينفوخ
- ينفوخ أخضر مسود
- ينفوخ خطي
- ينفوخ رقيق
- ينفوخ قتكتي
- ينفوخ مبو
- ينفوخ نهري
- ينفوخ أحمر الخطوط
- (الاسم العلمي:Tetraodon implutus)
- (الاسم العلمي:Tetraodon leiurus)